# Бенавидес, Освальдо
Освальдо Бенавидес (англ. Osvaldo Benavides, 14 июня 1979, Мехико, Мексика) — мексиканский актер кино и телевидения, писатель, оператор, продюсер .

## Ранние годы
Родился 14 июня 1979 года в Мехико. Путь в актерской профессии Освальдо начал очень рано, в возрасте 9 лет он участвовал в театральных постановках. Затем в погоне за мечтой Освальдо переезжает в Канкун, где начинает обучение актёрскому мастерству и работу в моделью. В качестве модели он работал в крупнейших мировых центрах моды, таких как Париж, Милан, Нью-Йорк. В настоящее время проживает в Тепостлане, Морелос.

## Карьера
Карьера Освальдо Бенавидеса в кино и на телевидении началась с роли Пако в телесериале «Дедушка и я» (исп. El Abuelo y yo) 1992 г., его партнёрами по картине стали Гаэль Гарсия Берналь и Людвига Палета . Два года спустя, в 1995 году, Освальдо сыграл Нандито, потерянного сына Марии в 184 серийном сериале «Мария из предместья» (исп. Maria la del Barrio). В 1998 году Освальдо Бенавидес снимается в мексиканском сериале «Драгоценная» (англ. Precious), а затем в художественном фильме «Первая ночь» (исп. La primera noche) режиссёра Алехандро Гамбоа. В 2000 год приносит Освальдо съёмки в сериале «Безумие любви» (исп. Locura de amor) и роль Рокко, в фильме «По свободной полосе» (исп. Por la libre) .

## Фильмография

### Телесериалы
- 1985-2007 - Женщина, случаи из реальной жизни
- 1992 - Дедушка и я - Пако (первая роль в кино).
- 1995 - Самая большая премия - Чиклес.
- 1995-96 - Мария из предместья - Фернандо де ла Вега по прозвищу Нандито (премия TVyNovelas в номинации лучший молодой актер).
- 1996-97 - Мне не жить без тебя - Ласарито (премия TVyNovelas в номинации лучший молодой актер).
- 2000 - Безумие любви - Леон Паласиос.
- 2002 - Даниэла - Андрес Миранда.
- 2010 - Крики о смерти и свободе - Лукас Аламан.
- 2010-12 - Я твой фанат - Хулиан Муньос.
- 2011-12 - Та, что не может любить - Мигель Кармона.
- 2012 - Хлороформ - Джой.
- 2013-14 - То, что жизнь у меня украла - Димитрио Мендоса (премия TVyNovelas  в номинации лучший актёр второго плана, а также Sol de Oro в номинации за его актерскую игру).
- 2015-16 - Не отпускай меня - Адриан (номинация на премию TVyNovelas в категории лучший ведущий актер).
- 2016 - Маршрут 35 - Меркурио Акоста.
- 2017-н. в. - Хороший доктор - Доктор Матео Рендон Осма.
- 2018 -
  - Король долины - Луис Мигель дель Валье.
  - Красавица и чудовище - Хуан Пабло Кинтеро.
- 2019-21 - Монархиня - Андрес Карранса Давила.
- 2019-н. в. - Совсем не дуры
- 2021 - Удача Лоли - Рафаэль Контрерас.
- 2021-н. в. - Акапулько - Рикардо Вера.
- 2023 - Коллапс - Альберто.

### Фильмы
- 1998 - Первая ночь - Серхио.
- 1999 - Коапа Хайтс (видеофильм) - Фери.
- 2000 - По свободной полосе - Рокко.
- 2001 - 
  - Вторая ночь - Альфонсо.
  - Зелёные камни - Себастьян.
  - Люди - Дамиан.
- 2003 - 
  - Лайтайт
  - Левша
- 2006 - Прекрасный мир - Куриосо.
- 2010 - Субистерия - Ариэль (+сценарист и ассоциированный продюсер).
- 2012 - Святой против грудастой Мендосы - актёр сценки Калека.
- 2013 - 
  - Мой поздний шоколад - Алекс.
  - Небо голубое - Аутуро.
- 2014 - 
  - Идеальная диктатура - Рикардо Диас.
  - Путь вампира (оператор-постановщик)
- 2018 - 
  - Всё плохо - Фернандо.
  - Дьявол знает больше, потому что он стар - Тео.
- 2019 - Большой беспорядок - Фаусто.
- 2022 - Интуиция - Марко.